# Alfred von Hubicki
Alfred Ritter von Hubicki (ur. 5 lutego 1887 we Friedrichsdorfie, zm. 14 lipca 1971 w Wiedniu) – generał wojsk pancernych Wehrmachtu.

## Życiorys
Urodził się 5 lutego 1887 we Friedrichsdorf (węg. Frigyesfalva, słow. Friďešovo, dziś w składzie osiedla Kolczyno) na Ukrainie. Jesienią 1905, po zdanej maturze i ukończeniu Szkoły Kadetów w Wiedniu, rozpoczął służbę w cesarskiej i królewskiej Armii. Został mianowany na stopień kadeta-zastępcy oficera ze starszeństwem z 1 września 1905 i wcielony do 4 Pułku Artylerii Dywizyjnej w Wiedniu. Na stopień podporucznika został mianowany ze starszeństwem z 1 listopada 1907. W 1910 został przeniesiony do 7 Dywizjonu Artylerii Konnej w Kisszentmiklós i wyznaczony na stanowisko adiutanta dywizjonu. W 1911 został przyjęty do Szkoły Wojennej w Wiedniu. Na stopień porucznika został mianowany ze starszeństwem z 1 listopada 1912. W 1914, po ukończeniu szkoły, został przydzielony do Sztabu Generalnego. Spędził on tam większość wojny, zostając jednak dowódcą batalionu oddziałów górskich na froncie włoskim, gdzie odznaczył się wielkim męstwem i uzyskał tytuł szlachecki. Na stopień kapitana został mianowany ze starszeństwem z 1 lipca 1915.
Po wojnie jako żołnierz austriackiej Bundesheer kontynuował karierę wojskową, oprócz tego studiując prawo w Wiedniu, gdzie uzyskał doktorat. W 1935 r. został generałem majorem, zatrudnionym w Ministerstwie Wojsk na stanowisku oficera sztabu generalnego przy Inspektoracie Armijnym. Pracował jako szkoleniowiec sztabowy i dowódca piechoty zmotoryzowanej. Od roku 1936 sprawował również dowództwo nad Dywizją Szybką. Po Anschlussie (1938) został oficerem Wehrmachtu i dowódcą 4 Dywizji Lekkiej.
Alfred von Hubicki brał udział w prawie wszystkich kampaniach II wojny światowej w Europie. Podczas kampanii wrześniowej dowodził oddziałami niemieckimi w bitwie pod Kamionką Strumiłową. Inne kampanie: we Francji, na Bałkanach oraz miał swój udział w wojnie z ZSRR. Od 3 stycznia 1940 r. był dowódcą 9. Dywizji Pancernej. Za zasługi odniesione przez dowodzoną przez niego dywizję na Bałkanach, został odznaczony Krzyżem Rycerskim Krzyża Żelaznego. 15 kwietnia 1942 r. oddał dowództwo nad 9. DPanc. Johannesowi Bässlerowi i objął LXXXIX. Korpus Armijny. W tym czasie został generałem wojsk pancernych, przydzielonym do Auffrischungsstab Mitte, oraz szefem niemieckiej misji wojskowej na Słowacji. 1 października 1944 r. został przeniesiony do rezerwy oficerskiej. 31 marca 1945 ostatecznie zakończyła się jego służba wojskowa.

## Ordery i odznaczenia
- Order Żelaznej Korony III. klasy
- Krzyż Honorowy dla Walczących na Froncie (1934)
- Krzyż Żelazny II klasy (18 września 1939)
- Krzyż Żelazny II klasy (23 września 1939)
- Krzyż Rycerski Krzyża Żelaznego (20 kwietnia 1941)
- Złoty Krzyż Niemiecki (22 kwietnia 1942)
- Medal za Kampanię Zimową na Wschodzie 1941/1942 (9 września 1942)
- Krzyż Jubileuszowy dla Cywilnych Funkcjonariuszów Państwowych
- Srebrny Medal Zasługi Wojskowej „Signum Laudis”
- Krzyż Zasługi Wojskowej z Mieczami III klasy
- Kawaler Orderu Korony Wirtemberskiej
- Krzyż Komandorski I Klasy Odznaki Honorowej za Zasługi dla Republiki Austrii